# Campina FM
Campina FM é uma emissora de rádio brasileira de Campina Grande, Paraíba. A emissora é a primeira FM do estado da Paraíba. Opera na frequência 93,1 MHz. Atua no segmento popular/hits. 

## História
A Campina FM foi a primeira emissora FM do estado da Paraíba e a segunda do Nordeste. Nasceu a partir da idealização do radialista Hilton Motta, um dos pioneiros do rádio em Campina Grande, também fundador da Serra Branca Fm. A emissora entrou no ar em 21 de outubro de 1978, inicialmente retransmitindo o conteúdo da Rede Transamérica. Logo a Campina FM passou a produzir e transmitir um conteúdo local bastante eclético. A programação contemplava desde a a música regional, passando pela música Francesa (Joias da Música Francesa) e Erudita (Clássicos Eternos). 
Durante a década de 1980 surgiu o mais antigo e mais influente programa no formato de parada musical. Era A Música do Ouvinte. Os ouvintes da emissora ligavam e faziam o seu pedido por todo o dia. A Música do Ouvinte ainda existe na grade da 93,1. Só que agora os ouvintes enviam áudio através do aplicativo Whatsapp. No domingo, às 12h, a emissora apresenta, até hoje, o Campeões do Ouvinte, uma compilação das canções mais pedidas durante a semana nas audições da Música do Ouvinte. 
A Campina FM também foi pioneira ao apresentar o primeiro rádiojornal em FM de campina Grande: o Noticiário Integração. Com o tempo o programa virou o Jornal Integração (JI), das 06h às 08h. Hoje, o programa também é retransmitido pela Serra Branca Fm. 
O caráter eclético da emissora permitiu que fossem apresentados programas de gêneros bastante diferentes. Por exemplo, em 1983 foi ao ar o programa Alto astral, que foi o primeiro programa em FM em Campina Grande a trazer o universo dos gêneros pop e 
rock para os ouvintes. A emissora também tinha programas com conteúdos bastante regionais, como o Sua majestade é o rei, apresentado por José Lyra, e o Forró sem fronteiras, apresentado por Hilton Motta. Na programação da emissora mesclavam-se sucessos regionais, nacionais e internacionais.
Contribuição de Hilton Motta para a cultura de Campina Grande foi a 
idealização de uma vila cenográfica com réplicas de construções de Campina Grande para o São João no Parque do Povo, a qual foi instalada pela primeira vez em 1991, ano em que a 
Campina FM instalou uma barraca neste espaço para transmitir a festa, sendo a primeira 
emissora da cidade a realizar esta ação, apresentando entrevistas, Nesta barraca acontecia a transmissão em rede, que consistia em transmitir uma locução ou entrevista deitado em uma rede.
Algum tempo depois da morte de Hilton Motta a Campina FM segmentou o horário diurno da emissora, passando a transmitir programas mais populares no horário da manhã (como, por exemplo, a transmissão do Alegria geral, iniciado em abril de 1993 com apresentação do DJ Jorgito e mais pops à tarde (com, por exemplo, a transmissão do Timeless, com flashbacks pops, e o Radiação, iniciado em 1994 com 
sucessos da música pop, o qual tinha como público-alvo os ouvintes da fase pop/rock da 
Panorâmica FM e tornou-se bastante popular a partir de 1995, ano em que a Panorâmica FM deixou de exibir seu conteúdo pop. Um dos destaques em seu início era o quadro Música de rua, em que a equipe de produção do programa visitava escolas secundárias de 
Campina Grande colhendo gravações de pedidos musicais em Mini-Disc (MD). O formato pop do programa permaneceu até meados de 2003 quando foi substituído por um formato que mescla sucessos populares com música jovem).
A partir do início da década de 2000 a emissora passa a popularizar a sua programação diurna, que passa a destacar os gêneros do forró e do sertanejo, mas mantém programas de conteúdo eclético, como Dancin’ night (com dance music, comandado pelo 
DJ Eric Alexandre e no ar desde 1992), Joias da música francesa, Clássicos eternos, O fino da MPB, Voltai a mim (católico), Arte e som, entre outros.
Entre 2007 até meados de 2012 e 2013, a Campina FM integrou a Rede Paraíba Sat uma concorrente da Correio Sat, onde a matriz da rede era a 101 FM 101,7 de João Pessoa.
Atualmente a Campina FM possui na sua sede estúdios totalmente remodelados, com equipamentos e instalações que nada devem às grandes emissoras nacionais. Estes 
estúdios foram montados depois de uma grande reforma realizada entre dos anos de 2010 e 2011.